# Els Pallaresos
Els Pallaresos – gmina w Hiszpanii, w prowincji Tarragona, w Katalonii, o powierzchni 5,45 km². W 2011 roku gmina liczyła 4387 mieszkańców.